# 熊井幸平
熊井 幸平（くまい こうへい、1990年7月27日 - ）は、日本の俳優、タレント。兵庫県神戸市出身。趣味・特技はテニス、乗馬、バスケットボール。妹は女優の熊井智津子。

## 略歴
2004年7月、「第2回D-BOYSオーディション」でグランプリを受賞し、ワタナベエンターテインメントに所属する。同年12月には同事務所の若手俳優集団D-BOYSに加入する。
2008年9月末、D-BOYSを脱退。2009年まではワタナベエンターテインメントに所属していたが、その後、オフィスシュウに移籍。

## 出演

### テレビドラマ
- 土曜ワイド劇場 炎の警備隊長・五十嵐杜夫4（2006年6月17日、ABCテレビ・テレビ朝日系） - コンビニの若者 役
- 恋愛診断 第4章「運命のコドウ」（2007年9月11日 - 25日、テレビ東京） - 真木かなで 役
- クリスマス特別企画 まだ見ぬ父へ、母へ・魂で歌う青い海〜全盲のテノール歌手・新垣勉の軌跡（2007年12月21日、フジテレビ）
- 正しい王子のつくり方（2008年1月8日 - 3月25日、テレビ東京） - 足利健 役
- コスプレ幽霊 紅蓮女（2008年1月12日 - 3月29日、テレビ東京） - 中鉢大輝 役
- 仮面ライダーキバ 第11話 - 最終話（2008年4月6日 - 2009年1月18日、テレビ朝日） - 襟立健吾 役

### 映画
- 蒼き狼 〜地果て海尽きるまで〜（2007年3月3日、松竹） - ジャムカ（幼少期） 役
- パッチギ! LOVE&PEACE（2007年5月19日、シネカノン）
- 劇場版 仮面ライダーキバ 魔界城の王（2008年8月9日、東映） - 襟立健吾 役
- 俺たちに明日はないッス（2008年11月22日、スローラーナー） - 前田健 役
- ガチンコ 喧嘩上等（2010年3月13日、ハピネット） - 小笠原厚志 役
- Abed〜二十歳の恋 第4話「貴子」（2010年、ピース・インターナショナル） - 足立和哉 役

### バラエティ番組
- ラジかる!!（2005年10月 - 2006年3月、日本テレビ）
- DD-BOYS（2006年6月13日・7月25日・8月1日、テレビ朝日）
- カチンコ!（2006年10月 - 2007年3月、テレビ朝日）
- 第45回新春かくし芸大会2008（2008年1月1日、フジテレビ）

### CM
- セガ BLEACH Wii 白刃きらめく輪舞曲 「空に亀裂」篇（2006年）
- ファミリーマート「地産で地食へ」（2009年）

### 舞台
- みんな昔はリーだった〜EXIT from The DRAGON〜（2006年12月13日 - 30日、PARCO劇場 / 2007年1月7日、福岡市民会館 / 1月8日、広島厚生年金会館 / 1月10日 - 15日、梅田芸術劇場 シアター・ドラマシティ / 1月20日、りゅーとぴあ 新潟市民芸術文化会館 劇場 / 1月22日、愛知厚生年金会館） - 龍彦 役
- OUT OF ORDER 〜偉人伝心〜（2007年3月21日 - 26日、青山劇場 / 3月31日・4月1日、大阪厚生年金会館 芸術ホール） - ニコラス 役
- D-BOYS STAGE
  - vol.1「完売御礼」（2007年6月3日 - 10日、全労済ホールスペース･ゼロ） - 熊新 / 土方歳三 役
  - vol.2「ラストゲーム〜最後の早慶戦〜」（2008年6月20日 - 27日、青山劇場 / 7月5日・6日、シアターBRAVA!） - 那須野秀樹 役 ※上演前に降板（代役は足立理が務めた）
- 朝倉薫演劇団 クリスマスファンタジー'09（2009年12月22日・23日、風林会館5F） - 空鳥信之輔 役
- 桃色書店へようこそ（2010年4月10日 - 18日、シアターグリーン BIG TREE THEATER）

### 配信ドラマ
- ネット版 仮面ライダー裏キバ 魔界城の女王（2008年7月11日 - 8月15日） - 襟立健吾 役

### インターネット動画配信
- アネキとボクのヘルシークッキング!〜イケメンたちとかんたんレシピ〜（2010年2月1日・15日、10月1日 - 12月15日、TBS RADIO 954 kHz）